# Платонов Богдан Миколайович
Богда́н Микола́йович Плато́нов — старший лейтенант Збройних сил України, учасник російсько-української війни, що відзначився у ході російського вторгнення в Україну у 2022 році.
Богдан Платонов здобув золоту нагороду в особистому заліку на чемпіонаті України з фехтування на шаблях.

## Нагороди
- орден «Богдана Хмельницького» ІІІ ступеня (2022) — за особисту мужність і самовіддані дії, виявлені у захисті державного суверенітету та територіальної цілісності України, вірність військовій присязі.